# Plotius Tucca
Plotius Tucca est un poète romain, ami de Virgile et de Mécène.
Selon Aelius Donatus, Plotius est, à la mort de Virgile, l'un des deux exécuteurs testamentaires qui veille à la publication de l'Énéide, sur ordre d'Auguste,.
Plotius n'est aujourd'hui connu que de manière indirecte, par le biais d'Horace et de Virgile, son œuvre n'ayant survécu.